# サム・レイク
Sami Antero Järvi（サミ・アンテロ・ヤルヴィ、1970年～）、アーティスト名「サム・レイク」（Sam Lake、本名の「Järvi」はフィンランド語で湖（レイク）の意）は、フィンランドのライター・俳優。レイクはレメディー・エンターテインメントのクリエイティブ・ディレクターであり、人気ゲームシリーズ『Max Payne』と『Alan Wake』での彼の執筆（と容姿）で知られている。

## キャリア

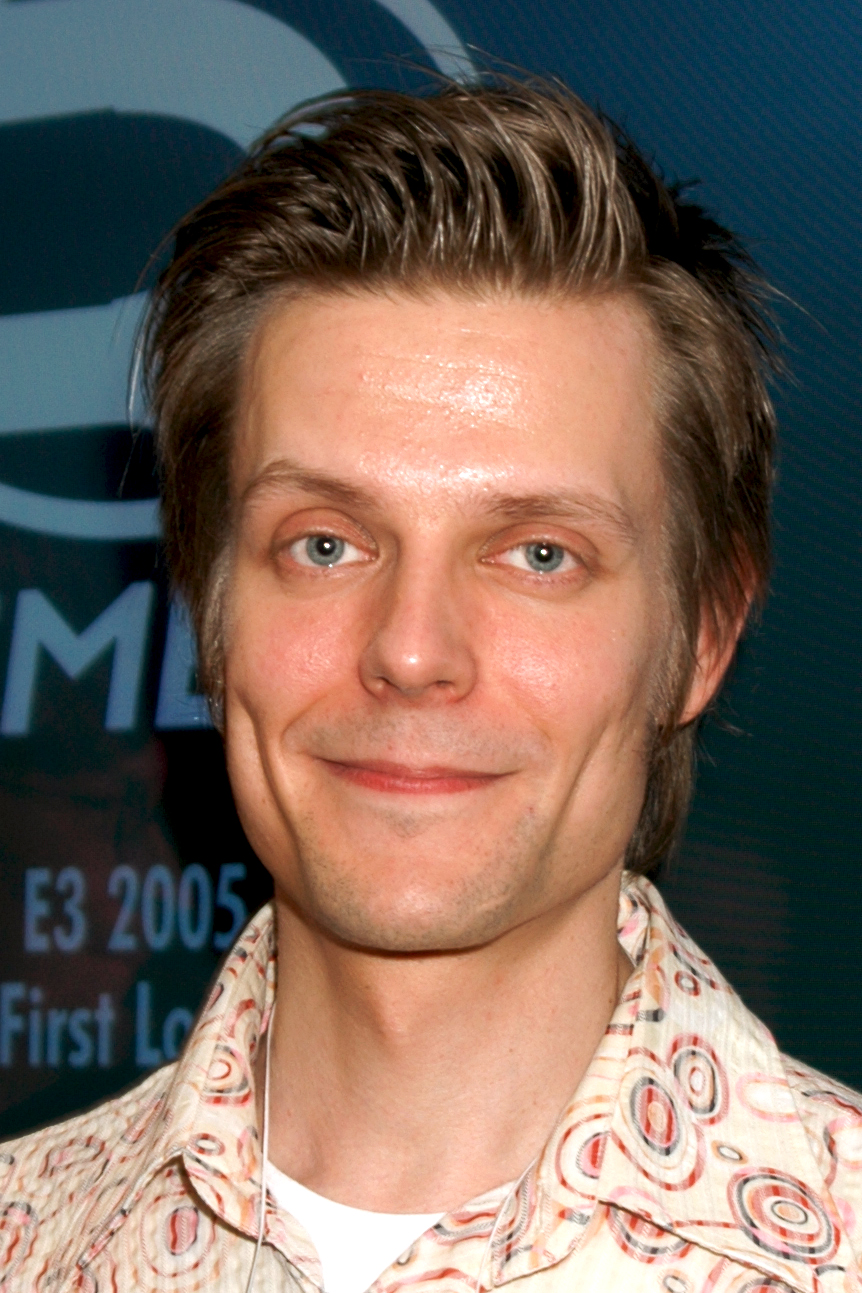
レイク（2005年）

レイクは1995年頃にヘルシンキ大学で英文学を学んだ。彼は、レメディー・エンターテインメントの初期メンバーの1人で長年の友人Petri Järvilehtoを通じてコンピュータゲームを紹介された。当時、処女作『Death Rally』を開発していたレメディーはゲーム用のテキストを必要としており、Järvilehtoはレメディーの執筆における数少ない知り合いの1人であるレイクに協力を依頼した。レイクはそのオファーを受け入れ、それ以来レメディーに残っている。

### Max Payne
レイクは『Max Payne』の開発でいくつかの役割を果たした。彼はゲームのストーリーと脚本を書き、デザインレベルを支援した。ゲームの予算の関係でレメディーは俳優を雇えなかったため、レイクはその他のレメディーのプログラマー、アーティスト、スタッフとともにそれらの役割を果たした。レイクは主人公マックス・ペインのフェイスモデルになり、彼の母親にもゲームの主な敵役ニコール・ホーンを演じさせた。
続編の『Max Payne 2: The Fall of Max Payne』は、予算の拡大により、レイクは執筆に専念できるようになった。ゲームの脚本は、一部の映画脚本の約4倍の長さになった。続編では、予算の増加によりチームはグラフィックノベルのカットシーンのモデルとなるプロの俳優を雇うことができ、その後、レイクは俳優のティモシー・ギブスと交代した。しかし、プレイヤーがゲーム中にテレビの番組を見てみると、『Address Unknown』のJohn Mirraや『Lords and Ladies』の「Lord Valentine」と「Mama」、最後に『Dick Justice』の「Dick Justice」など、テレビ番組やビルボードでのMax Payneのメタにおける様々なキャラクターのモデルであることがわかる。キャラクターを彼の昔の顔に戻すための非公式MODもある。
ゲーム内の様々な場面で登場し、ゲームキャラクターがよく歌うエンディングテーマ曲『Late Goodbye』は、レイクの詩が基になっている。本曲はフィンランドのオルタナティブ・ロックバンドグループ「Poets of the Fall」が作曲した。
マフィアのボスのヴィニー・ゴグニッティは、マックス・ペインのゲーム内漫画シリーズの作者であるキャプテン・ベースボールバット・ボーイは、サミー・ウォルターズ（Sammy Waters）という名の男であると発言しており、この名前はサム・レイクの名前遊びである。
2008年に公開された映画『マックス・ペイン』では、サム・レイクも執筆に協力しているが、手掛けたのは主にキャラクターの背景であった。

### Alan Wake
レイクは数々の賞を受賞した2010年のサイコロジカルアクションスリラー『Alan Wake』のメインライターであり、同作のキャラクターやストーリーは批評家から好意的評価を受けた。
レイクは、彼自身が架空のゲーム内トークショーに主人公と一緒にゲストとしてカメオ出演している。インタビューが終わると、トークショーの司会はレイクに「顔を作る」ように頼み、レイクは初代Max Payneゲームの悪名高い「マックス・ペイン」の容姿を真似する。
ゲームはまた、プレイヤーが読むことができる主人公の小説『The Sudden Stop』の数ページにレイクの以前の作品Max payneへの言及が含まれている。小説を開くと、マックス・ペインの声を担当したジェームズ・マッカフリーがページの文章を朗読し、問題を抱えたキャラクターの殺された妻と赤ちゃん、そして彼の鎮痛剤の乱用などの以前のゲームへの明確な言及をしている。

## 作品
| 年   | 作品                               | 役割                                                                                 |
| ---- | ---------------------------------- | ------------------------------------------------------------------------------------ |
| 1996 | Death Rally                        | 執筆                                                                                 |
| 2001 | Max Payne                          | ストーリーと脚本、グラフィックノベルモデル                                           |
| 2003 | Max Payne 2: The Fall of Max Payne | ライター                                                                             |
| 2010 | Alan Wake                          | コンセプトデザイン、ストーリー、脚本                                                 |
| 2012 | Alan Wake's American Nightmare     | クリエイティブ・ディレクター、ライター                                               |
| 2016 | Quantum Break                      | クリエイティブ・ディレクター兼エグゼクティブ・プロデューサー                         |
| 2019 | Control                            | コンセプトとライター                                                                 |
| 2023 | Alan Wake II                       | ディレクター、クリエイティブ・ディレクター、脚本、アレックス・ケイシー（演・モデル） |